# Winry Rockbell
Winry Rockbell (jap. ウィンリィ・ロックベル Winrī Rokkuberu) – postać fikcyjna, deuteragonistka mangi i anime Fullmetal Alchemist. W anime głosu użycza jej Megumi Toyoguchi (w wersji z 2003) i Megumi Takamoto (w wersji z 2009).

## Opis postaci
Winry urodziła się w 1899 roku. Jej rodzice – Yuriy i Sarah Rockbellowie byli chirurgami, którzy podczas wojny w Ishvalu pomagali rannym, niezależnie od pochodzenia. Oboje zginęli podczas niesienia pomocy, z rąk Scara, któremu uratowali życie. Winry w młodości interesowała się medycyną, czytając książki rodziców. Mieszka wraz z babcią w Resembool, gdzie prowadzi zakład protetyczny. Jest także przyjaciółką Eda i Ala z dzieciństwa, a od czasu nieudanej transmutancji ich matki, jest też etatową protetyczką starszego z braci.
Kiedy Winry po raz pierwszy trafia do centrali zaprzyjaźnia się z Maesem Hughesem i jego rodziną. Wkrótce potem wyjeżdża do Rush Valley (mekki protetyków), gdzie poznaje mistrza rzemiosła – Dominica, a następnie odbiera poród jego synowej. Ponieważ Dominic nie chce zatrudniać czeladnika, Winry zostaje uczennicą innego protetyka – Garfiela. Po pewnym czasie powraca do Central City, gdzie dowiaduje się o śmierci Hughesa, a następnie o tym, kto zabił jej rodziców. Wkrótce potem, zdaje sobie sprawę, że jest zakochana w Edzie. Kiedy dowiaduje się, że bracia Elric pojechali na północ, do fortecy Briggs, postanawia ich odwiedzić wraz z Państwowym Alchemikiem Solfem Kimblee'm. Na miejscu Ed tłumaczy jej, że stała się zakładniczką armii – bracia muszą wykonywać rozkazy, bo w przeciwnym razie Winry grozi niebezpieczeństwo. Aby wyrwać się spod nadzoru Kimblee'a, dziewczyna obmyśla plan, według którego ma udawać zakładniczkę Scara i uciec wraz z jego grupą. Po udanej próbie ucieczki, Winry wraca do Resembool, pod eskortą wojsk Briggs. Dwa lata po zakończeniu serii Edward i Winry wyznają sobie nawzajem uczucia.

## Odbiór
Winry Rockbell została uznana za trzecią najlepszą postać żeńską w cyklu Anime Grand Prix w 2003 roku. Według rankingu popularności Gekkan Shōnen Gangan Winry została piątą najpopularniejszą postacią mangi Fullmetal Alchemist.